# Гурай (Расейняйський район)
Гурай (Gūrai) — хутір у Литві, Расейняйський район, Расейняйське староство. 2001 року на хуторі проживало 2 людей, 2011-го — 5. Розташоване за 2 км від міста Расейняй, дещо далі — село Рамонай.

## Принагідно
- Gurai (Raseiniai) [Архівовано 9 листопада 2016 у Wayback Machine.]

| Литва | Це незавершена стаття з географії Литви. Ви можете допомогти проєкту, виправивши або дописавши її. |